# Vithuvad svala
Vithuvad svala (Psalidoprocne albiceps) är en fågel i familjen svalor inom ordningen tättingar.

## Utseende
Vithuvad svala är en liten sotbrun klyvstjärtad svala med skilda dräkter mellan könen. Hanen har rent vitt huvud och ett smalt svart ögonstreck, medan honan är mestadels askgrå på huvudet med vitt endast på strupen. Ungfågeln saknar vitt på huvudet.

## Utbredning och systematik
Vithuvad svala delas in i två underarter med följande utbredning:
- Psalidoprocne albiceps albiceps – förekommer från sydöstra Sydsudan, östra Demokratiska republiken Kongo, Uganda och västra Kenya söderut till norra Zambia och norra Malawi
- Psalidoprocne albiceps suffusa – förekommer från norra Angola till sydvästligaste Demokratiska republiken Kongo

Populationen i Östafrika är stannfåglar, medan de i Zambia och Malawi flyttar norrut efter häckningen mellan oktober och maj.

## Levnadssätt
Vithuvad svala ses i par i gläntor och skogsbryn i städsegröna skogar, i öppet skogslandskap och i jordbruksmark. Ytligt sett påminner den mer om seglare än andra svalor, men skiljer sig i flygsätt, med djupa vingslag och snabba riktningsförändringar snarare än seglares mer stela flykt. 

## Status
Arten har ett stort utbredningsområde och beståndet anses stabilt. Internationella naturvårdsunionen IUCN listar den därför som livskraftig (LC).